# 威廉·斯皮爾斯·布魯斯
威廉·斯皮爾斯·布魯斯（英語：William Speirs Bruce，1867年8月1日—1921年10月28日，FRSE）是蘇格蘭博物學家、海洋學家、極地探險家及科學家，領導了1902年至1904年的蘇格蘭國家南極遠征（英語：Scottish National Antarctic Expedition，縮寫：SNAE），調查南奧克尼群島和威德爾海。他一生貢獻良多，例如建立了第一座永久南極洲氣象站、設立蘇格蘭海洋學實驗室。他原規畫前往南極點探險，惟缺乏民眾關注及財政支持而作罷。
1892年，布魯斯放棄在愛丁堡大學的醫學研究，以科學助理的身分加入前往南極調查的鄧迪捕鯨遠征。之後他又前往北極旅行，包括新地島、斯匹次卑爾根島和傑克遜－哈姆斯沃斯遠征。1899年，已是當時最有經驗極地科學家的布魯斯申請參加羅伯特·史考特的發現號遠征，但因與英國皇家地理學會會長克萊門茨·馬坎產生衝突，而無法參加這場遠征行動，這使他一直對英國地理機構感到憤恨。儘管他在極地工作方面獲得許多獎項，包括獲頒亞伯丁大學名譽學位，但他自己和蘇格蘭國家南極遠征的同事都沒有被皇家地理學會舉薦獲得極地獎章。
1907年至1920年間，布魯斯因科學或商業目的多次前往北極地區旅行。在蘇格蘭國家南極遠征之後，布魯斯意圖組建大型遠征活動皆告失敗，這被歸咎於他缺乏公眾社交技巧、強大的反對者和自身強烈的蘇格蘭民族主義。1919年，布魯斯的健康每況愈下，在他於1921年過世前，經常因病住院而被人們所遺忘。在蘇格蘭國家南極遠征一百周年之際，布魯斯對極地科學探險的貢獻才被肯定。

## 早年

### 故鄉與學校
威廉·斯皮爾斯·布魯斯生於英國倫敦，是蘇格蘭物理學家塞繆爾·諾貝爾·布魯斯和其妻瑪麗·布魯斯的第四子。布魯斯的中間名來自另一群旁系家族，但「Speirs」和常見的「Spiers」拼法並不相同，常讓記者、評論家和傳記作家感到困擾。布魯斯的童年在倫敦荷蘭公園旁的皇家新月18號家中度過，由祖父雷福德·威廉·布魯斯扶養。他經常拜訪鄰近的肯辛頓花園和自然史博物館，根據其父的說法，這些遊歷經驗使布魯斯對自然與生命產生興趣。
1879年，布魯斯12歲，他被送往諾福克郡北愛爾漢鎮知名的寄宿制學校諾福克郡立公學（後來的瓦特斯海軍學校）就讀。他待在那裡直至1885年，之後又花了兩年就讀於漢普斯特德大學學院學校，準備倫敦大學學院醫學系入學考試。他在報考第三次時合格，將在1887年秋天開始他的醫學課程。

### 愛丁堡
1887年夏天，布魯斯前往北方的愛丁堡旅行，參加為期六周的自然科學課程。課程主要是在愛丁堡格蘭頓福斯灣的蘇格蘭海洋測站舉行，由派翠克·格迪斯和約翰·亞瑟·湯姆森講授植物學和動物學。在格蘭頓的經歷以及和當時最頂尖的科學家接觸，使他確信待在蘇格蘭是正確的。布魯斯放棄倫敦大學學院的學籍，進入愛丁堡大學醫學學校就讀。這促使他常保持與導師格迪斯和湯姆森聯繫，也讓他獲得了在閒暇時間於愛丁堡實驗室工作的機會，該實驗室保存並分類了許多從挑戰者號遠征帶回的標本。實驗室中，布魯斯在約翰·莫瑞與其助手約翰·揚·布坎南底下工作，並深刻地學習到海洋學知識及科研調查的經驗。

## 首次航海

### 鄧迪捕鯨遠征

一幅表示露脊鯨和人類大小的關係圖

1892年至1893年的鄧迪捕鯨遠征是一次嘗試以南極海域露脊鯨作為商業漁業資源的可行性調查計畫。此次遠征行動也同時進行科學觀測及海洋研究，隨行的四艘船隻分別是：巴勒納號、活躍號、迪亞那號和極星號。 布魯斯在格蘭頓的舊識、現倫敦皇家地理學會圖書館員的休·羅伯特·米爾建議他參加這項活動。雖然這會縮短布魯斯研讀醫學的時間，但他並沒有猶豫，遂於巴勒納號船長亞歷山大·費爾韋瑟底下任職。1892年9月6日，船隊從蘇格蘭鄧迪出航。
這趟遠征活動時間較短，布魯斯於1893年5月回到蘇格蘭，他沒能完成它的主要任務，且只有很少的機會能夠進行科研工作。遠征期間，船員沒能發現任何露脊鯨，為了彌補這項損失，他們宰殺了一些海豹，獲取油、脂肪和毛皮。但布魯斯卻對宰殺海豹一事感到反感。布魯斯形容這趟航程的科研成果是「悲慘的表現」。在給皇家地理學會的信中寫道：「大家對船長的畏懼之情对科研工作有著不良影響」。布魯斯拒絕將觀察到的自然現象繪製成地圖，因而無法知道確切位置在何處。當布魯斯需要進行氣象及其他觀測活動時，他只能在「小艇上」工作，而且他沒有適合的設施去保存得到的標本，因而有些標本被粗心的船員們弄丟了。然而，布魯斯在信末寫道：「我必須感謝皇家地理學會的對我的支持，雖然任務有瑕疵，但仍讓我得到有意且愉快的經驗」。在後來寫給米爾的信件中，他期許自己能再去南極，甚至寫道「這次經驗讓我感到飢渴」。
在後來的幾個月中，布魯斯提出前往南喬治亞島的遠征計畫，但皇家地理學會並沒有採納此次提案。1896年初，他考慮與挪威人亨里克·約翰·布爾及卡斯滕·波琴格列維克合作，嘗試前往地磁南極，但同樣沒有付諸實行。

### 傑克遜—哈姆斯沃斯遠征
從1895年9月至1896年6月，布魯斯在英國本尼維斯山山頂氣象站工作，他獲得許多使用儀器步驟的科學經驗。1896年6月，再次因米爾的推薦得以參與第三年的傑克遜—哈姆斯沃斯遠征，待在北極法蘭士約瑟夫地群島工作。這場遠征於1894年開始，由弗雷德里克·喬治·傑克遜領導和艾爾弗雷德·哈姆斯沃思出資贊助。法蘭士約瑟夫地群島被20年前的奧地利遠征隊發現，但沒有詳細的地圖紀錄，參與人員主要從事該島的調查工作。傑克遜的團隊以諾斯布魯克島弗洛拉角為基地，由定期往返船隻迎風號負責補給事宜。1896年6月9日，布魯斯便搭乘該船前往島上。

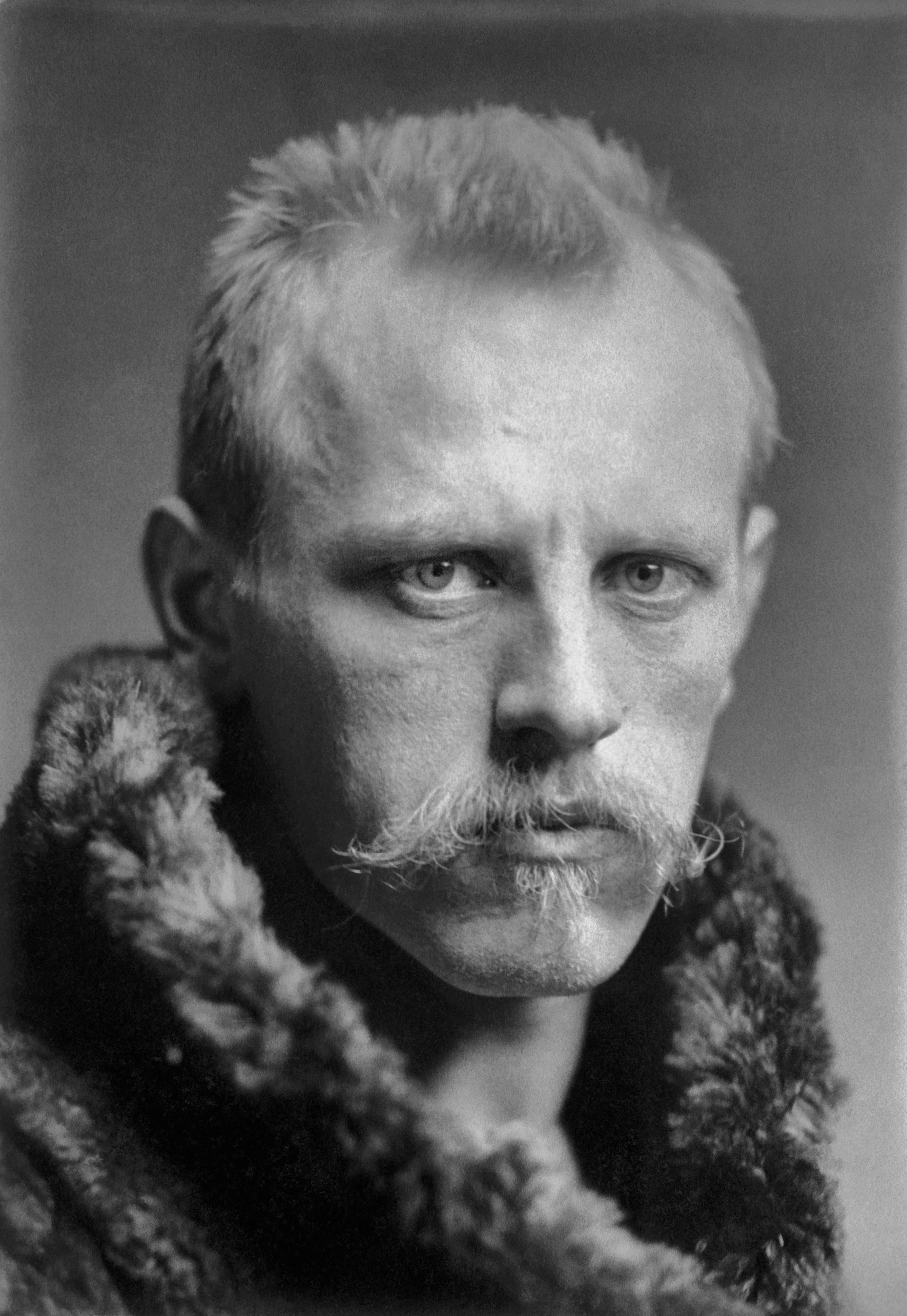
弗里喬夫·南森

7月25日，迎風號抵達弗洛拉角，島上除了傑克遜的團隊外，出乎他意料遇見了落難的弗里喬夫·南森和亞馬爾·約翰森。這兩位挪威探險家自從離開前往北極點的前進號後，已在冰上停留超過一年的時間。發現兩人的傑克遜正好可以順道帶著他們，回到其中一處人居點安置。布魯斯後來在寫給米爾的信中提及他遇見南森，這位著名的探險家給予他許多建議與鼓勵。
待在弗洛拉角的這些年，儘管環境惡劣，布魯斯仍收集約700種的動物標本。根據傑克遜的說法：「手腳泡在低於攝氏零度的水中，或是跨越夏季融雪產生的爛泥尋找動物蹤跡，都是很不令人愉快的工作，但據我所知，布魯斯卻常常做這些事」。傑克遜以布魯斯命名了北端諾斯布魯克島的布魯斯角，約在北緯80°55′之處。 但傑克遜對布魯斯不願交出他的標本給予大英博物館保存的態度頗有微詞。這種有「虛榮心傾向」的作法，對布魯斯本人往後的人際關係上有著深刻影響。

### 北極遠航

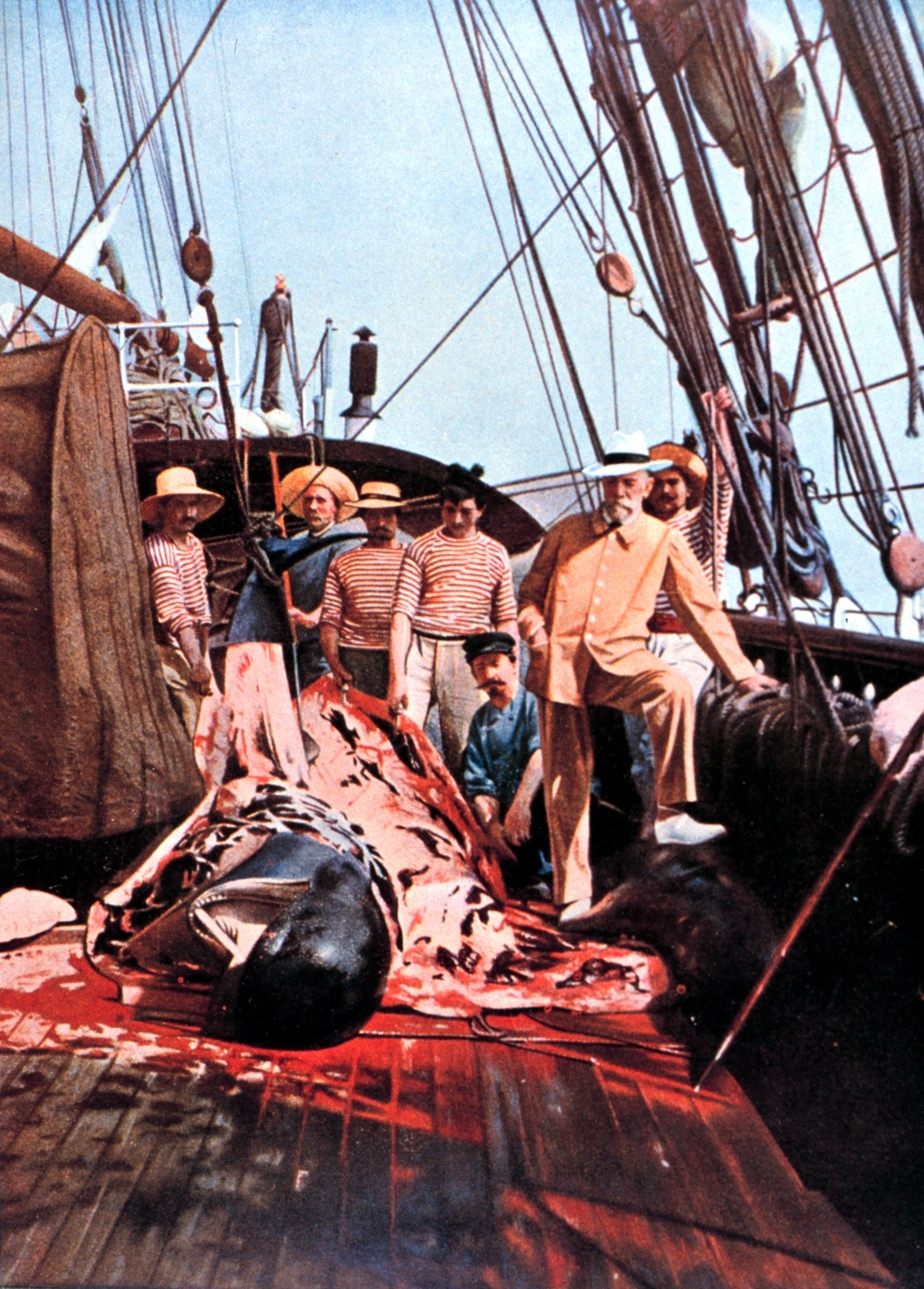
摩納哥阿爾貝王子登上愛麗斯公主號，以及一隻被宰殺的鯨魚

布魯斯回到法蘭士約瑟夫地群島後，在原導師約翰·亞瑟·湯姆森的底下擔任助理，並繼續於本尼維斯山的實驗室中工作。1898年3月，他收到安德魯·科茨少校的邀請，登上私人船隻布連卡薩拉號遊艇前往北極新地島和斯匹次卑爾根島的狩獵航行。這邀請本來是要給米爾的，但他無法獲得皇家地理學會的允許，便推薦布魯斯代替他前往。安德魯·科茨來自以生產絲綢著名的科茨家族，該家族曾設立佩斯利科茨實驗室。1898年5月，布魯斯於挪威特羅姆瑟登上布簾卡薩拉號，前往探查巴倫支海、新地島及科爾古耶夫島，之後再回到挪威瓦爾德進行補給，航向斯匹次卑爾根島。在布魯斯寫給米爾的信中提到：「這趟遊艇巡航很孤獨且生命是如此的珍貴」。但他對科研工作熱情不減：「我已花了4個小時在氣象觀測和海面溫度測量上……並利用布坎南測的比重計測量了海水鹽度，我的拖網……常常漂走」。
布連卡薩拉號朝著斯匹次卑爾根島方向航行，卻被浮冰所阻擋，所以只好返回特羅姆瑟。在特羅姆瑟，船隻遭遇了摩納哥海洋學家阿爾貝王子的愛麗斯公主號。王子邀請布魯斯加入他們的斯匹次卑爾根島水文調查活動，這讓他十分雀躍。愛麗斯公主號航向斯匹次卑爾根島群的西側海岸，拜訪了島嶼北部的愛德文菲歐登和斯米倫堡。在這趟航程的後半段，布魯斯負責科學觀測的工作。
在接下來的夏天，布魯斯又被邀請參與王子的另一場斯匹次卑爾根島航程。在北緯80°的勞德菲歐登，他登上了當地的最高峰，王子以「本尼維斯山」命名，以紀念他的榮耀時刻。當後來愛麗斯公主號撞到暗礁而似乎要擱淺時，王子指示布魯斯開始準備紮營過冬，他害怕無法成功離開此地。幸好，船隻成功上浮脫離礁岩區，回到特羅姆瑟進行維修。

## 婚姻與家庭
後世並無記載布魯斯在於1899年秋季從斯匹次卑爾根島回國後，從事什麼樣的工作。在他的一生中，布魯斯甚少從事支薪工作，常要仰賴監護人或熟人的財務支援。早在1901年，他明顯的感到自己有充足自信可以結婚了。布魯斯的新娘是潔西·麥肯齊，她在其父塞繆爾位於倫敦的醫院外科擔任護士一職。由於布魯斯愛搞神祕的個性使然，就連他最親近的朋友和同事都不知道確切的婚禮舉行地點和時間，以至於當時的傳記作家無法紀錄在案。
新婚的布魯斯定居於蘇格蘭波托貝洛。1902年4月，兒子艾利恩·阿拉斯泰爾·布魯斯出生，七年後，女兒希拉·麥肯齊·布魯斯出生。在這些年，布魯斯建立了蘇格蘭滑雪俱樂部，並成為首任主席。他也是愛丁堡動物園的共同建立者之一。
因為布魯斯選擇探險家作為一生志向，他的收入不穩定又經常不在家中，使得夫妻婚姻關係於1916年間變得疏離。然而，夫妻仍住在一起直至布魯斯過世。兒子艾利恩成為商船隊官員，並指揮了一艘漁業研究船，並命名為蘇格西亞號。

## 蘇格蘭國家南極遠征

### 與馬坎爭執
1899年3月15日，布魯斯寫信給英國皇家地理學會會長克萊門茨·馬坎，希望會長能提供他在國家南極遠征中一個研究人員的職位。馬坎僅是不置可否的回覆了幾句，之後一年便再無下文。當時，他被間接告知去申請科研助理的職務。1900年3月21日，布魯斯提醒馬坎他在一年前已申請了，並表明現在的想法：「我不認為我缺乏籌措到足夠資金的希望，那足以擔負第二艘英國船隻」。布魯斯忙了幾天後，籌措到足夠的資金支付第二艘船隻的費用，並使他萌生組織一場「蘇格蘭遠征」的念頭。這使馬坎警覺到問題，並憤怒地回應道：「這種計畫只會損害現在的遠征行動……，我們不需要第二艘船……，我不知道為啥會有這種胡搞的對抗計畫產生」。布魯斯回擊、否認這是對抗行為，並堅持：「假若我的朋友們給予資金支持執行我的計畫，我不認為我不應該接受資助，……，有很多人都說第二艘船是必要的」。但這段話卻沒有平息怒火，馬坎回擊：「當我盡力地想讓你參與（國家南極遠征）時，我認為你不會在沒有和我協商的情況下，……，做出這種事來」。馬坎繼續說道：「只因為你為了你自己的圖謀……，而削弱國家南極遠征行動」。
布魯斯很禮貌地回應馬坎的指責，他說他自己籌措到的資金決不會和其他計畫相衝。後來兩人便沒有進一步的通信，只有一條馬坎的簡短字條寫著和解訊息：「我沒辦法以你的觀點看事情，但仍祝你成功」。但這顯然沒有反應出接下來馬坎對於蘇格蘭國家南極遠征的態度。

### 蘇格西亞號的旅程

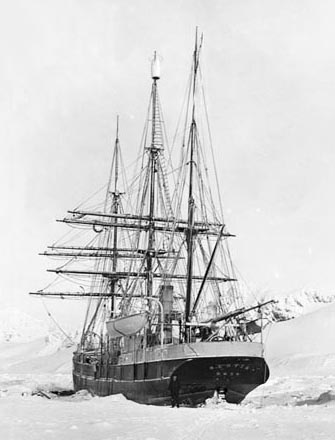
1903年，停泊於勞里島的蘇格西亞號

由於科茨家族的財政支援，布魯斯得以購入了挪威捕鯨船海克拉號，並完全改裝成裝載科研儀器的南極研究船，重新命名為蘇格西亞號。他隨後指派了全是蘇格蘭人的科研團隊。1902年11月2日，蘇格西亞號離開蘇格蘭多倫港航向南極洲，後來布魯斯認為：「越靠近南極點越好」，而嘗試在威德爾海附近設立冬營據點。2月22日，船隻抵達南緯70°25′處，但由於厚重冰層阻擋而無法前進，而返回南奧克尼群島中的勞里島過冬。為了科研工作順利進行，他們在當地建立歐蒙德氣象站。
1903年11月，蘇格西亞號退回布宜諾斯艾利斯進行修整補給。在阿根廷期間，布魯斯與阿根廷政府達成協議，同意歐蒙德氣象站做為永久站點交由阿根廷政府控制管理。該站後被重新命名為奧爾卡達斯站，並持續運作至今。1904年1月，蘇格西亞號再度向南航行探索威德爾海。3月6日，他們目視到東部海岸一處新陸地，並以財政支援者的姓氏命名為科茨地。3月14日，因害怕被浮冰困於海上，而在南緯74°01′調轉向北。1904年7月21日，他們經由開普敦返回蘇格蘭，結束了是次旅程。
此次遠征帶回相當數量的動植物、海洋生物標本，以及水文、磁場和大氣等觀測數據。被100年後的科學家視為「現代氣候變遷研究的基石」，而其帶回的觀測數據更顯示地球氣候一隅的變化，會對全球產生重大影響。根據海洋學家東尼·萊斯的看法，他認為此次遠征所成就的科研成果，是現代任何一場南極科學計畫所無法比擬的。但對比於當時的英國，卻是安靜無聲。儘管此次遠征的科學成就受到讚揚，布魯斯本人卻需要自行籌措科研數據的出版費用，他因此責怪馬坎缺乏大局觀念。

## 遠征後時期

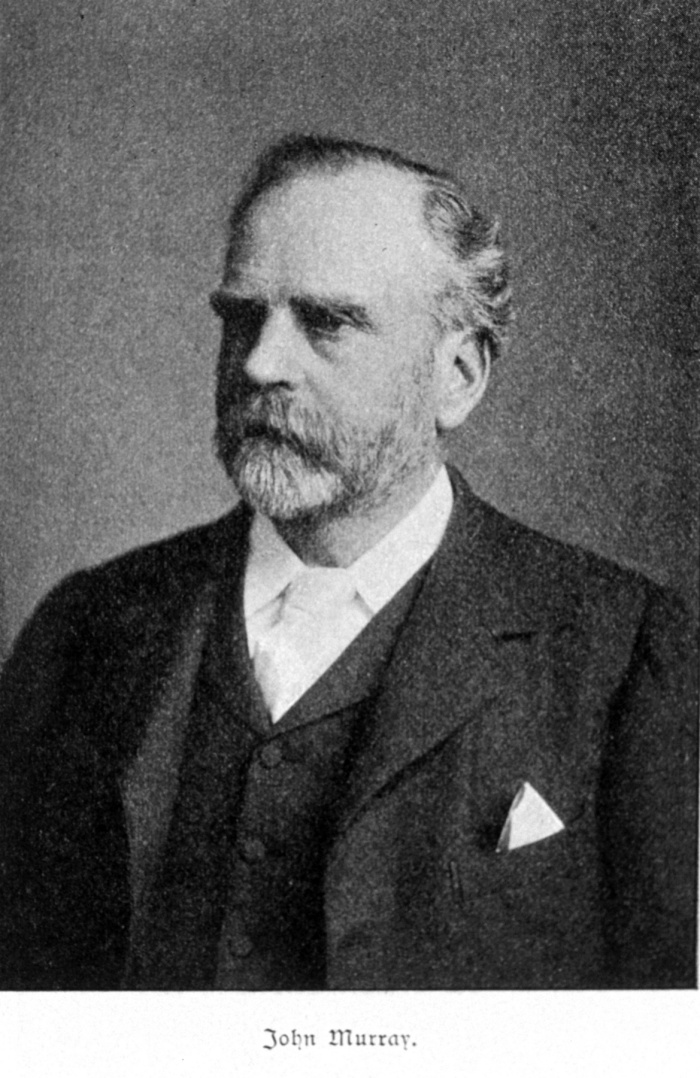
布魯斯早年的導師：約翰·莫瑞。

### 蘇格蘭海洋學實驗室
布魯斯所帶回的標本量超越了以前數十年遠征的總和，因此亟需一個能永久安放這些物品的地點。他自己則是需要一處能安心處理蘇格西亞號大量科研資料的科研基地。他獲得一處位於愛丁堡尼可遜街的屋子，隨後建立了博物館和研究實驗室，並命名為蘇格蘭海洋學實驗室，他希望此地能成為未來的蘇格蘭國家海洋學研究中心。1906年，阿爾貝王子出席揭幕儀式。
在此地，布魯斯為了未來的遠征計畫準備了大氣和海洋的儀器設備。他也會見當時許多不同的探險家，像是：弗里喬夫·南森、歐內斯特·沙克爾頓和羅爾德·阿蒙森。但主要任務仍是準備蘇格蘭國家南極遠征的報告。經過一連串的時間耽擱與高昂支出，終於在1907年和1920年出版成冊，但布魯斯一直留有自己的日誌未發布直到過世，後被他人整理發現並於1992年出版。布魯斯保留了與當時一群專家來往的信函，像是曾與詹姆斯·克拉克·羅斯於1839年至1843年前往南極遠征的約瑟夫·道爾頓·胡克，布魯斯贈給他一本《極地探險》。
1914年，在約翰·莫瑞過世之後，因為挑戰者號遠征帶回的大量標本，布魯斯開始與人討論是否要搬遷至其他更大的永久研究地點。他認為新地點應要設立一座莫瑞的紀念堂，此提案被一致通過，但卻因為隨後爆發的第一次世界大戰而擱置。蘇格蘭海洋學實驗室持續運作至1919年，直到布魯斯健康惡化而被迫轉交給國立蘇格蘭博物館、皇家蘇格蘭地理學會和愛丁堡大學管理。

### 其他遠征計畫
1910年3月17日，布魯斯提交一份新的蘇格蘭遠征計畫給皇家蘇格蘭地理學會。他設想一隊人員在科茨地附近紮營過冬，另一隊則前往南極大陸另一處的羅斯海。在下一季節來臨時，位於科茨地的探險隊將徒步穿越南極大陸抵達南極點，位於羅斯海的隊員則朝向他們前進以接回他們。此遠征計畫將執行有關海洋及其他的科學研究。布魯斯估計總花費高達50000英鎊（相當於2013年的3780000英鎊）。
皇家蘇格蘭地理學會、皇家愛丁堡學會、愛丁堡大學和其他蘇格蘭機構都支持此項提案。然而，此項提案提出的時間點十分糟糕，正巧碰上當時英國皇家地理學會辦理史考特的特拉諾瓦號遠征，對布魯斯的計畫意興闌珊。而且他也沒有獲得政府及富裕的資本持有人的贊助，導致計畫流產。布魯斯一如以往地懷疑是馬坎從中作梗。最後，他接受遠征無法成行的事實，大方地對歐內斯特·沙克爾頓於1913年所提出的大英帝國橫越南極遠征計畫給予支持和建言，該計畫和他之前的構想十分相似。沙克爾頓不但從政府得到10000英鎊的支持，也得到了可觀的私人贊助，包括一筆由蘇格蘭鄧迪的工業鉅子詹姆斯·奇·凱爾德所提供的24000英鎊。
大英帝國橫越南極遠征是一項當時的壯舉，但卻沒能完成橫越的目標。布魯斯在沙克爾頓等人遇難消息傳來時，並未聽從救援委員會建議前往救助，因為他認為他們早就身亡了。

### 蘇格蘭斯匹次卑爾根聯合企業

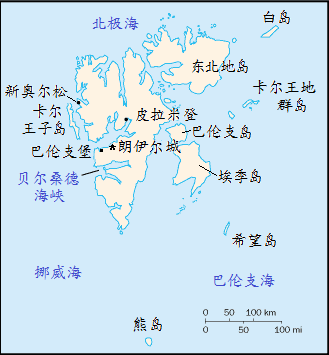
斯匹次卑尔根岛的地图

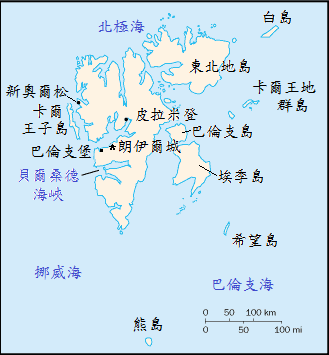
斯匹次卑爾根島的地圖

1898年至1899年，布魯斯隨阿爾貝王子探訪斯匹次卑爾根途中，他發現該地可能有煤、石膏和石油存在。1906年和1907年夏季，他再度與阿爾貝王子探查該地，主要為繪製卡爾王子島的地圖，並探察周遭尚未去過的島嶼。布魯斯進一步發現煤和鐵的礦藏。1909年7月，他設立了蘇格蘭斯匹次卑爾根聯合企業，對此地進行開採作業。
在當時國際法的架構下，斯匹次卑爾根被視為無主土地，即對當地宣稱主權便可以自由開採礦藏。布魯斯聯合企業便對卡爾王子島、巴倫支島和埃季島等地登記進行無主地的資源開採。1909年，製圖船隻和科研團隊共花費4000英鎊進行探勘，占總支出成本的三分之二。
1912年和1914年，布魯斯又前往斯匹次卑爾根兩次，但因第一次世界大戰爆發而拖延了投資進程。1919年初，該企業被另一家擁有更雄厚資本的公司所取代。布魯斯現在希望能在當地發現石油礦藏，但可惜並未如願，反而在1919和1920年分別發現大量煤、鐵礦。之後，布魯斯健康惡化而無法繼續參與行動。儘管該公司幾經易手，仍持續投資資本於開採事業直至1952年無利可圖為止。最終，利權和公司資產由競爭對手所併購。

## 晚年

### 與極地獎章擦身而過
布魯斯終其一生獲獎無數：1904年皇家蘇格蘭地理學會金獎章、1910年皇家地理學會贊助人獎章、1913年的尼爾獎和愛丁堡皇家學會獎章、1920年美國地理學會李文斯頓獎章等。他也獲頒亞伯丁大學榮譽法學博士學位。但皇家地理學會的極地獎章卻是和他擦身而過的榮譽，使得蘇格蘭國家南極遠征成為唯一一個在20世紀初期未被授予該獎的極地遠征活動。
布魯斯和他親近的友人都認為馬坎應該為此一疏失負責。之後此事一直被他人重複地提起。蘇格西亞號編年史作家及布魯斯第一本傳記的作者羅伯特·盧德摩斯-布朗於1913年寫信給皇家蘇格蘭地理學會會長，認為這件事是「對蘇格蘭和蘇格蘭人的輕蔑」。布魯斯也於1915年3月寫信給愛丁堡皇家學會，該會稱「馬坎該給個解釋」。1916年，馬坎過世之後，布魯斯寫了封長信給上議院議員查理王子，信中陳述上司馬坎對他和蘇格蘭是次遠征的怨恨，衷心希望他的舊友能夠處理此事。信末寫到：「羅伯遜死時無白色授帶相襯！夥伴死去！總工程師死去！每位參與過極地遠征的同事都沒有得到白色授帶陪襯」。然而，查理王子並沒有進一步的行動。
經過近一個世紀後，此事又在蘇格蘭議會重新被提起。2002年11月4日，蘇格蘭議會議員麥可·羅素在蘇格蘭國家南極遠征一百周年提出議案，認為：「極地獎章審議委員會應該重新評估頒給已死的威廉·斯皮爾斯·布魯斯博士，以表彰其在20世紀初期極地科研探索的關鍵貢獻」。儘管經由議會的努力，此事直到2008年6月仍沒有下文。

### 最後
1914年一戰爆發後，布魯斯的探勘行動被迫中止，轉而向英國海軍表示服務意願，但並沒有獲得正式聘任。1915年，他接受塞席爾一家捕鯨公司的邀請擔任執行長和經理一職，待在當地約4個月之久。布魯斯回國後，在英國海軍內從事一些次要工作。
布魯斯也持續遊說並強調蘇格蘭國家南極遠征在英國各個遠征行動的卓越貢獻。當戰事結束，布魯斯正要重新開始行動時，他的健康卻突然惡化，迫使他關閉他的實驗機構。1920年，布魯斯以顧問身分前往斯匹次卑爾根的旅程，但他已無法再親自參與繁瑣的作業。歸國後，布魯斯隨即入住愛丁堡皇家醫院病房，後轉至愛丁堡朗莫爾樓。1921年10月28日，布魯斯過世。依照他生前的遺願，遺體火化後骨灰帶至南喬治亞島撒向南方大海。儘管布魯斯的收入並不穩定，他的遺產仍有約7000英鎊（2013年的230000英鎊）。

## 評價
布魯斯死後，他的長年好友及同事羅伯特·盧德摩斯-布朗，在一封寫給布魯斯父親的信中提到：「他（布魯斯）的名字將雋刻在最偉大探險家和無私的科學貢獻之列中，永恆不滅」。1923年，盧德摩斯-布朗所撰寫的布魯斯傳記出版。同年，愛丁堡聯合委員會下轄的一個學會設立布魯斯紀念獎，以獎勵那些年輕有為的極地科學家。之後，儘管布魯斯的大名仍在科研學術圈內備受敬重，但他的事蹟及成就卻已被大眾所淡忘。偶爾，在史考特或沙克爾頓的傳記中會提到布魯斯，但作者對他的描述卻常是不屑一顧或不正確的。

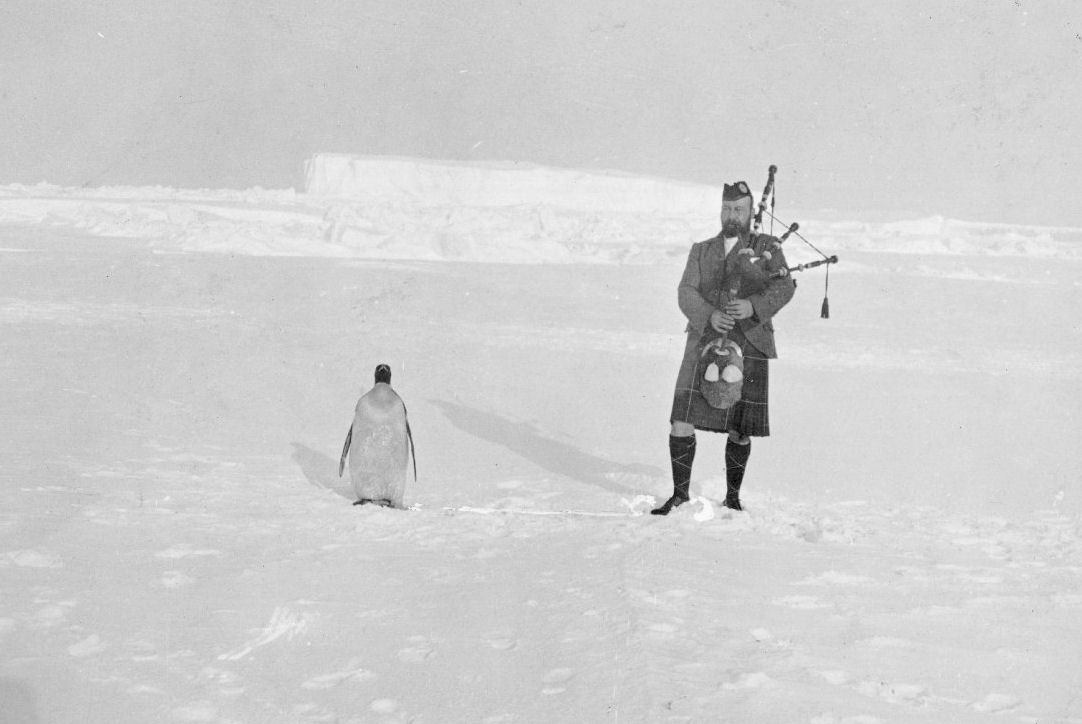
一張歷久不衰的照片：派柏·吉爾伯特·克爾與一隻企鵝，這是在蘇格蘭國家南極遠征期間由布魯斯拍攝的。

21世紀初期，時值蘇格蘭國家南極遠征一百周年及蘇格蘭政府重新塑造民族形象，使人們開始重新評價布魯斯的貢獻。2003年，一艘現代科研船隻蘇格西亞號利用布魯斯遺留的科研數據，前往南喬治亞島研究氣候變遷。這場遠征行動預測了有關於全球暖化會導致的後果，他們認為：「這應該要歸功於被我們遺忘的英雄--威廉·斯皮爾斯·布魯斯的努力」。2011年，由尼爾·奧立佛製作的BBC電視紀錄片播放，內容講述布魯斯詳盡的科學研究和其對手為強化帝國威望所做的舉動。一位新的布魯斯傳記作家彼得·斯皮克宣稱：「蘇格蘭國家南極遠征是南極探險英雄年代中花費經濟且計畫詳盡的一場遠征行動」。
該作者認為之所以布魯斯的失敗會掩蓋他的成功，是因為他個人害羞、孤僻、平凡的天性和激進的蘇格蘭民族主義所造成。布魯斯明顯比史考特或沙克爾頓更缺乏社交技巧和提升工作的能力。一位布魯斯的終生友人形容他：「如同蘇格蘭人帶刺的性格最後刺傷了他自己」。在某些場合，像是從法蘭士約瑟夫地群島帶回標本時，以及和皇家地理學會談及遠征費用時，布魯斯的言語技巧也堪稱拙劣。布魯斯自己也讓皇家地理學會會長克萊門茨·馬坎成為一生強大的敵人，進而影響倫敦當局對於他的看法數年之久。
布魯斯所抱持的民族主義是希望有朝一日能見到蘇格蘭和其他國家平起平坐。他的民族自豪感相當強烈，在《蘇格西亞號的旅程》一書中提到：「科學是遠征的護身符，蘇格蘭將以之名揚」。這項堅持使得蘇格蘭人在他的企業中得到強化，但卻引來其他不認同的人的側目。然而，他仍能保持員工和與他相識已久的人們的尊重和上進之心。